# Milka Ternina

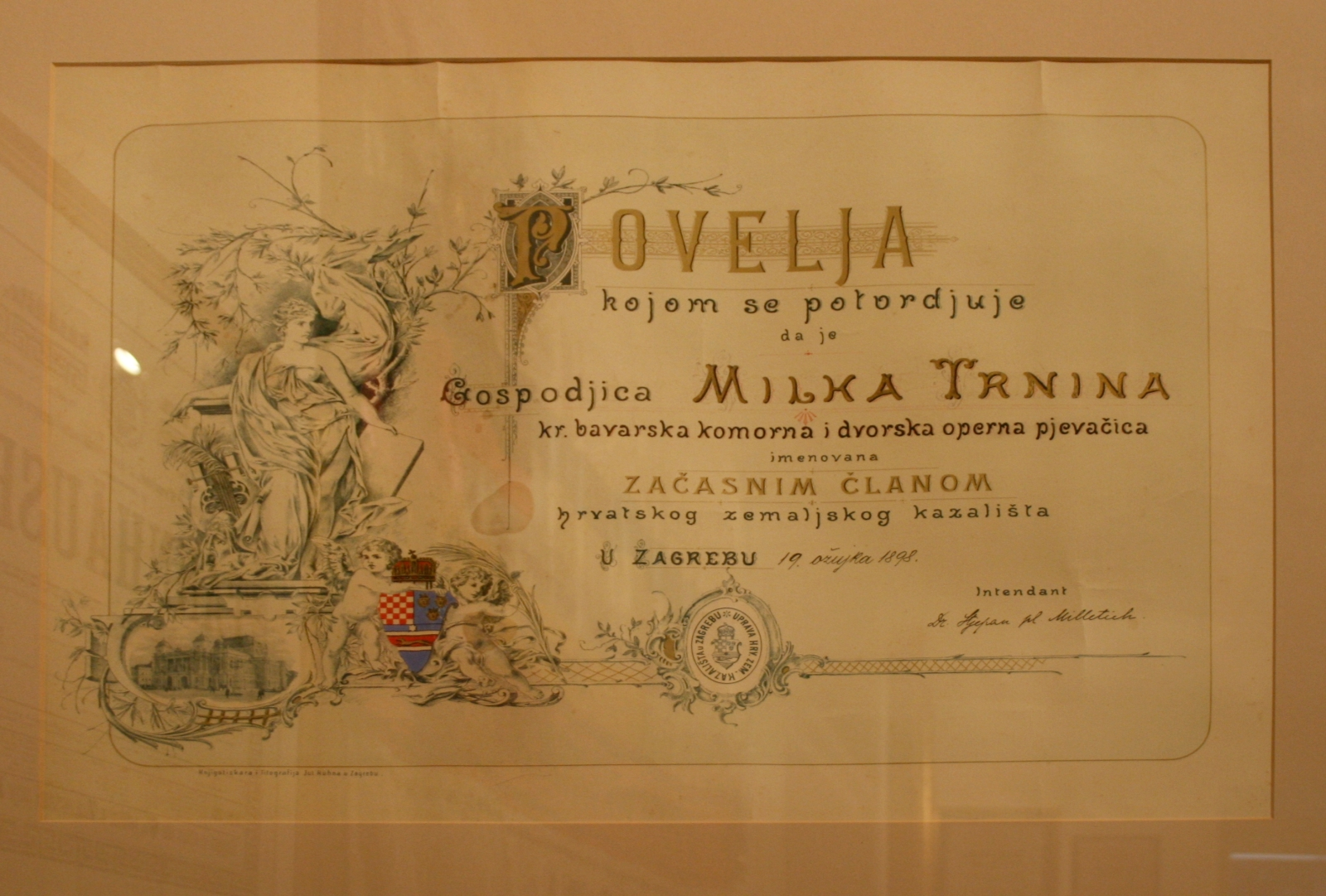
Certificato di appartenenza onoraria al Teatro di Stato croato

Milka Ternina, nata Katarina Milka Trnina (katarǐːna mîːlka tř̩nina; Križ (Vezišće, Croazia), 19 dicembre 1863 – Zagabria, 18 maggio 1941), è stata un soprano croato drammatico che godeva di un'alta reputazione nei maggiori teatri d'opera americani ed europei. Lodata sia dal pubblico che dalla critica musicale per la forza elettrizzante della sua recitazione e l'eccellenza del suo modo di cantare in opere sia tedesche che italiane, la sua carriera fu stroncata nel 1906 da una condizione medica che le paralizzò un nervo della faccia.

## Biografia

### Carriera

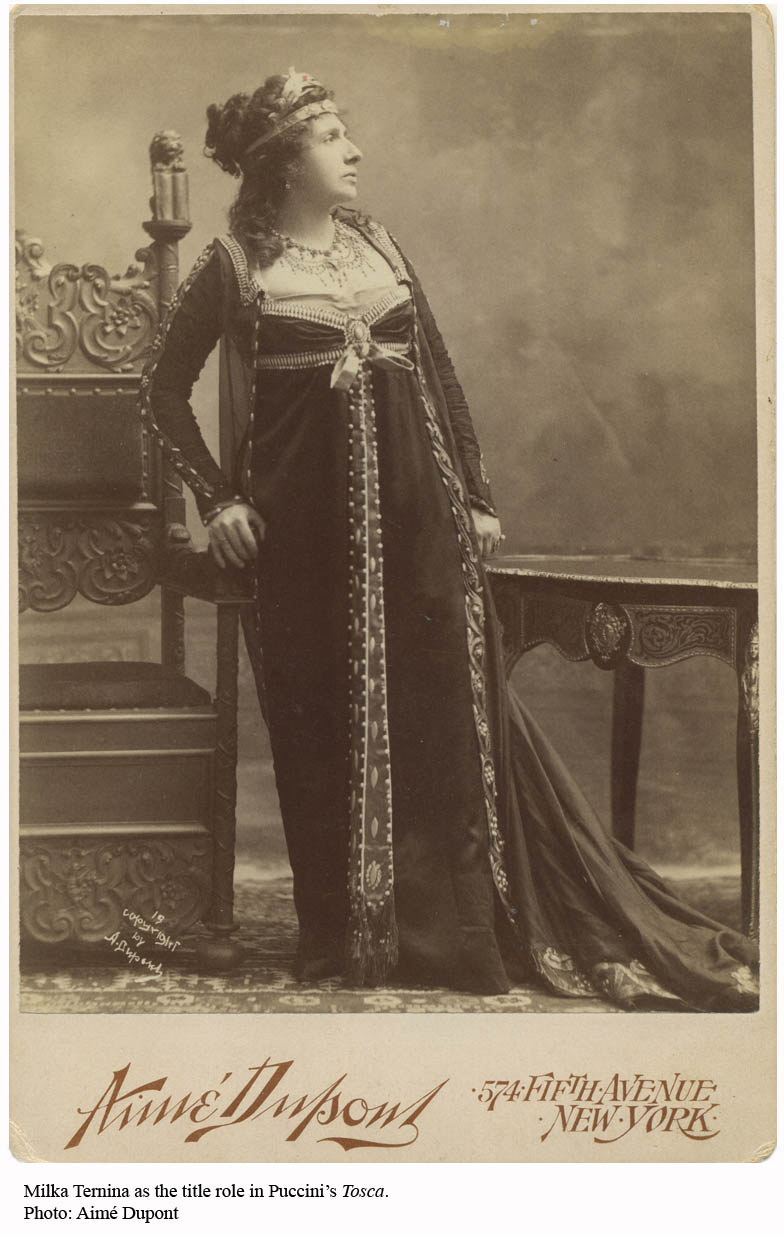
Fotografia promozionale di Milka T(e)rnina nei panni di Tosca, scattata per la prima mondiale dell'opera omonima nel 1901.

Originaria di Vezišće (parte di Križ), la giovane Trnina (di solito indicato come Milka Ternina nei paesi di lingua inglese) studiò canto privatamente con Ida Winterberg a Zagabria e poi con Joseph Gänsbacher al Conservatorio di Vienna, laureandosi nel suo corso nel 1883 con una medaglia d'oro. Aveva fatto il suo debutto lirico mentre era ancora studentessa a Zagabria, cantando Amelia in una produzione del 1882 di Un ballo in maschera di Giuseppe Verdi.
La Ternina cantò inizialmente come interprete professionista a tempo pieno a Lipsia e successivamente accettò un posto con la compagnia operistica residente di Graz nel 1884. Rimase lì per due anni, acquisendo una conoscenza utile dello spettacolo e manifestando una devozione ardente per l'opera come forma d'arte seria.
Il direttore Anton Seidl rimase colpito dal potenziale della Ternina e le raccomandò di sostituire un altro soprano drammatico acclamato, Katharina Klafsky, all'Opera di Brema. Mentre era a Brema partecipò a una produzione del Ciclo dell'Anello di Richard Wagner (il suo primo). Nel 1890 fu ingaggiata dalla Royal Opera di Monaco, dove, negli anni successivi, consolidò la sua reputazione di cantante di alto livello e si distinse come eccezionale esponente dei drammi musicali wagneriani. Eccelleva anche come Leonore di Beethoven.
Il debutto nordamericano della Ternina ebbe luogo a Boston nel 1896, quando cantò Brünnhilde ne La Valchiria con la Damrosch Opera Company. Nel 1898 apparve per la prima volta nell'opera a Londra, interpretando Isotta in Tristano e Isotta. Continuerà ad apparire alla Royal Opera House, al Covent Garden fino al 1906, raggiungendo un totale di 98 presenze in una grande varietà di opere.
La Ternina apparve al Festival di Bayreuth del 1899 nel ruolo di Kundry nel Parsifal. Secondo il conciso dizionario operistico di Oxford, questa sarebbe la sua unica apparizione a Bayreuth. Il 27 gennaio 1900 fece il suo debutto alla Metropolitan Opera di New York come Elisabetta nel Tannhäuser. Durante la sua fruttuosa collaborazione con il Met cantò Kundry nella prima esecuzione americana del Parsifal. Poiché questa messa in scena dell'opera non era stata autorizzata dalla famiglia Wagner, non fu mai più invitata ad apparire a Bayreuth, nonostante la sua statura di artista.
Cantò come protagonista nella prima americana del 1901 della Tosca di Giacomo Puccini, interpretando la parte al Met con notevole successo in altre 18 occasioni. L'anno precedente era stata anche la prima Floria Tosca di Londra, con il compositore, che quella sera era tra il pubblico al Covent Garden, e descrisse la sua interpretazione come "ideale". Divenne così l'interprete più famosa nel mondo di lingua inglese di questa particolare eroina pucciniana.

### Ritiro e anni successivi

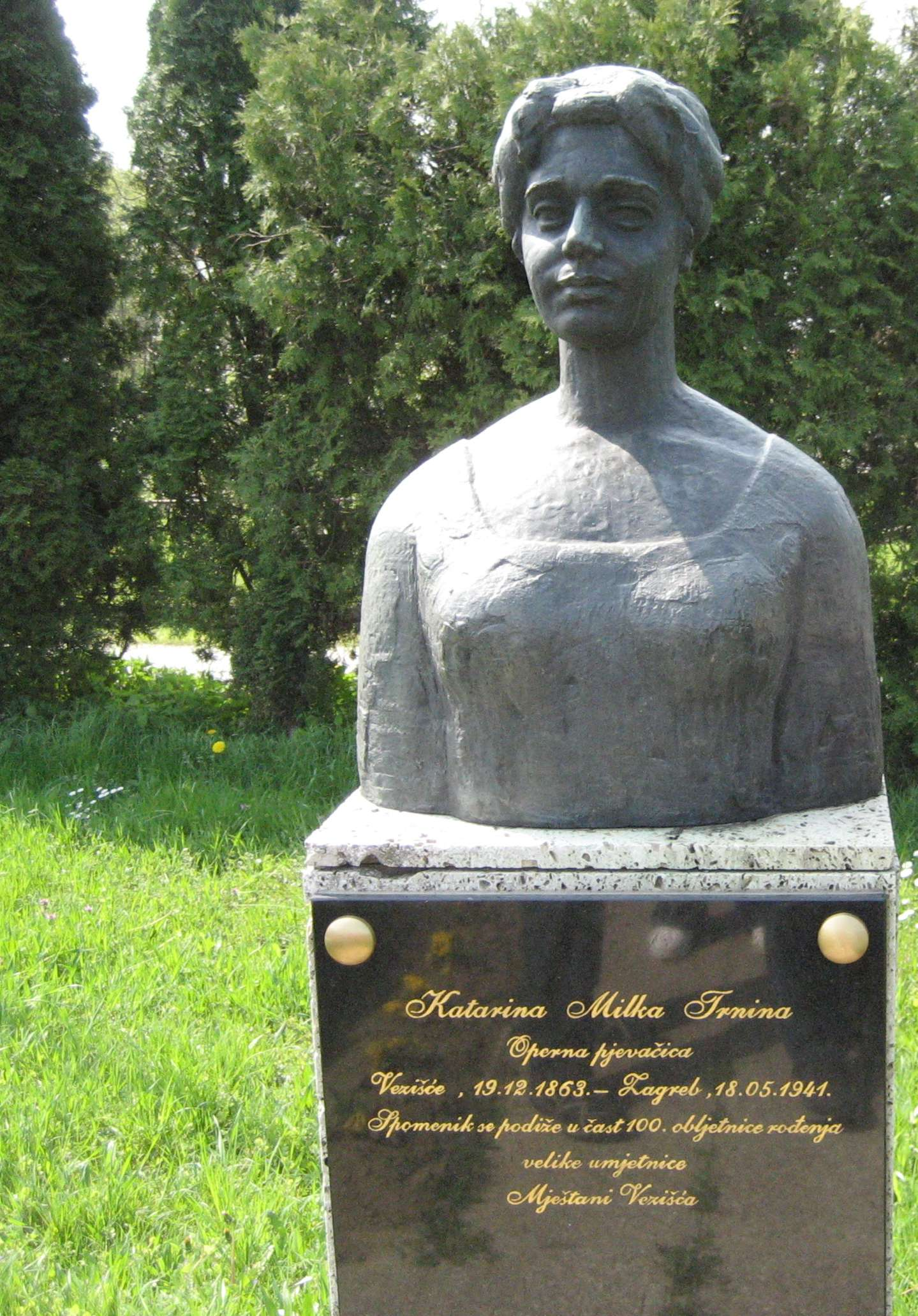
Milka Trnina memorial in Vezišće

All'inizio di maggio 1902, mentre era in vacanza in Svizzera, la Ternina subì un attacco di paralisi facciale che colpì il lato sinistro della bocca. Il disturbo non cedette alle cure mediche e lei decise di ritirarsi dal palco al culmine delle sue capacità, poiché riteneva che non fosse più possibile per lei mantenere il massimo livello di prestazioni. La Valchiria di Monaco di Baviera, il 1º settembre 1906, fu la sua ultima apparizione sul palco.
Per un anno insegnò canto all'Institute of Musical Art di New York City, dopo di che si ritirò dalla scena musicale internazionale e tornò a Zagabria. Una delle sue pupille a New York era Lucia Dunham. La sua allieva più nota a Zagabria fu il celebre soprano lirico spinto e star della Metropolitan Opera Zinka Milanov.
La Ternina morì a Zagabria nel 1941, all'età di 77 anni. Non ha lasciato registrazioni commerciali della sua voce, ma frammenti del suo canto possono essere individuati sui Cilindri Mapleson, registrati dal vivo al Met all'inizio del XX secolo. Questi sono disponibili su una riedizione di CD della Symposium Records (numero di catalogo 1284).

## Repertorio
- Ludwig van Beethoven
  - Fidelio (Leonora)
- Hector Berlioz
  - Benvenuto Cellini (Teresa)
  - I Troiani (Didone)
- Georges Bizet
  - Djamileh (Djamileh)
  - Carmen (Micaela)
- Gaetano Donizetti
  - Lucrezia Borgia (Lucrezia Borgia)
- Charles Gounod
  - Faust (Margherita)
- Pietro Mascagni
  - Cavalleria rusticana (Santuzza)
  - I Rantzau (Luisa)
- Giacomo Meyerbeer
  - Roberto il diavolo (Alice)
  - Gli ugonotti (Valentina)
  - Il profeta (Berta)
  - L'africana (Sélika)
- Wolfgang Amadeus Mozart
  - Idomeneo (Idamante)
  - Le nozze di Figaro (Contessa d'Almaviva)
  - Don Giovanni (Donna Anna; Donna Elvira)
  - Così fan tutte (Fiordiligi)
  - Il flauto magico (Pamina; Prima dama)
- Giacomo Puccini
  - Tosca (Floria Tosca)
- Bedřich Smetana
  - Dalibor (Milada)
- Ambroise Thomas
  - Mignon (Mignon)
- Giuseppe Verdi
  - Il trovatore (Leonora)
  - Un ballo in maschera (Amelia)
  - Aida (Aida)
- Richard Wagner
  - L'olandese volante (Senta)
  - Tannhäuser (Elisabeth; Venere)
  - Lohengrin (Elsa di Brabante; Ortrud)
  - La Valchiria (Brunilde; Sieglinde)
  - Tristano e Isotta (Isotta; Brangania)
  - I maestri cantori di Norimberga (Eva)
  - Sigfrido (Brunilde)
  - Il crepuscolo degli dei (Brunilde)
  - Parsifal (Kundry)
- Carl Maria von Weber
  - Il franco cacciatore (Agata)
  - Oberon (Rezia)
  - Euryanthe (Eglantine)